# Barleria bicolor
Barleria bicolor är en akantusväxtart som beskrevs av Emilio Chiovenda. Barleria bicolor ingår i släktet Barleria och familjen akantusväxter. Inga underarter finns listade i Catalogue of Life.